# Kaljaja
Kaljaja (makedonska: Каљаја) är ett berg i Nordmakedonien. Det ligger i kommunen Studeničani, i den centrala delen av landet, 23 kilometer söder om huvudstaden Skopje. Toppen på Kaljaja är 1 700 meter över havet.